# Witch It
Witch It ist ein Computerspiel des deutschen Entwicklers Barrel Roll Games und des Hamburger Publishers Daedalic Entertainment. Das Action-Rollenspiel wurde zunächst 2017 im Early-Access-Prinzip veröffentlicht und erschien am 22. Oktober 2020 als Vollversion für Microsoft Windows.

## Spielprinzip

### Handlung und Spielfiguren
Witch It ist ein Fantasy-Action-Rollenspiel, welches im Mehrspielermodus gespielt wird und sich an dem Spielkonzept des Versteckspiels (englisch: Hide and Seek) orientiert. Hierbei nehmen die einen Spieler die Rolle der Hexen ein, die überleben müssen, und die anderen Spieler die Rolle der Hexenjäger. Die Hexen können sich dabei als Gegenstände tarnen und fliegen, während die Jäger unterschiedliche Möglichkeiten haben, Hexen aufzuspüren und zu fangen. Jede Runde bietet eine begrenzte Dauer, um sich zu verstecken beziehungsweise eine begrenzte Dauer, um Hexen zu fangen. Die Spielwelt selbst enthält unter anderem Dörfer, Inseln, Eisschollen, mysteriöse Wälder, magische Hexenhäuser, orientalische Wüsten, Dschungellichtungen, Friedhöfe und ist humorvoll grafisch stilisiert.

### Spielmodi
Zurzeit gibt es sechs Spielmodi:
- Hide And Seek: Die Jäger müssen alle Hexen fangen, um die Runde zu gewinnen. Hexen gewinnen, wenn die begrenzte Suchdauer abläuft oder alle Jäger aufgeben.
- Mobification: Orientiert sich an Hide And Seek, aber hierbei werden die gefangenen Hexen ebenfalls zu Jägern.
- Hunt A Hag: Die speziellen Fähigkeiten sind für beide Teams deaktiviert und Jäger können nur ihre Nahkampfwaffe benutzen. Sonst funktioniert der Modus ähnlich wie Hide And Seek, wobei hier mehr Wert auf das Fangen gelegt wird.[1][2][4]
- Fill A Pot: Gleichgroße Teams aus Hexen und Jägern treten gegeneinander an, um drei von fünf magische Kessel mit jeweils zwei Props zu füllen beziehungsweise um dies zu verhindern. Dies erfordert hohe Aktivität von allen Mitspielern und wird daher mit mehr Erfahrungspunkten als in anderen Spielmodi belohnt.
- Creative: Der kreative Modus erlaubt das Erstellen eigener Level sowie Anordnungen von Requisiten. Solche Level können im Steam Workshop veröffentlicht werden, damit andere Spieler diese herunterladen und spielen können.
- Imposturous: Inspiriert vom Spiel Among Us, versucht man als Hexe, in Gestalt eines Jägers, unbemerkt Jäger in Kröten zu verwandeln. Zugleich erledigt man als Jäger zahlreiche Aufgaben, die auf der Karte verstreut sind. Wird eine Kröte entdeckt oder eine andere Auffälligkeit gemeldet, so kommt es zu einer Versammlung um den Ratstisch. Dabei wird wild diskutiert, mit dem Ziel die Hexe(n) zu enttarnen und diese durch eine Abstimmung aus dem Dorf zu werfen.

### Spielelemente
Eine Kernmechanik ist die Verwandlung der Hexen in Requisiten, um sich visuell zu tarnen. Deswegen ist jede Karte thematisch mit diversen Requisiten ausgestattet, um Jägern die Suche zu erschweren. Es gibt mehr als 500 Gegenstände in vielen Kategorien wie Möbelstücke (z. B. Schrank, Stuhl) und Lebensmittel (z. B. Kürbis, Birne).
Als Spieler im Team Hexen oder Jäger hat man entsprechende Spezialfähigkeiten, welche die Mobilität oder Nützlichkeit erweitern. Dadurch kann das Aufspüren und Fangen von Hexen beziehungsweise das Verstecken und Entkommen vor Jägern taktisch verbessert werden.
Einen Anreiz zu spielen bietet der Spielfortschritt durch das Sammeln von Accessoires. Aktivität wird durch Erfahrungspunkte belohnt und steigert das Level der Spieler, was wiederum das Sammeln von Ressourcen fördert. Es gibt mehr als 1.000 Gegenstände zur individuellen Anpassung des Aussehens von Hexen und Jägern mittels Hüten, Jacken, Hosen und mehr.
Mit Ressourcen können Spieler nach vorgegebenen Rezepten kosmetische Gegenstände anfertigen, welche teilweise nach Zufallsprinzip generiert werden und somit verschiedene Seltenheitsgrade besitzen. Accessoires und Ressourcen können über Steam getauscht werden, wobei seltene Gegenstände am begehrtesten sind.

### Spielwelt
19 Karten unterschiedlicher Größen und Themen bieten Abwechslung während des Versteckens und des Jagens:
1. Snowbreeze: Verschneites Dorf mit Herberge im Winter, spielt nachts
2. The Chummy Potato: Dorfplatz mit Wirtshaus im Herbst, spielt nachts
3. Grunewald Library: Bibliothek mit Irrgarten im Herbst
4. Morgenstund: Dorf mit Schmiedehütte im Frühling
5. Fiskersted: Küstendorf an gefrorenem Fluss und gefrorenem Seemonster
6. Grunewald At Night: Geschlossene Bibliothek, spielt nachts
7. Loakiki Paradise: Touristeninsel mit Badestrand
8. Kula Kula Islands: Mystischer Inselkomplex mit Schiffswrack
9. Sleeping Rose Cemetery: Kirche mit Friedhof, spielt nachts
10. Twin Mask Theater: Theater mit Bühne und Keller, spielt nachts
11. Shipwreck Hollow: Riesige Piraten-Grotte mit Schiffswracks
12. Port Plunder: Anlegestelle für Piraten, spielt nachts
13. Cursed Ruins: Leuchtturm auf Insel, spielt nachts
14. Morgaryll Forest: Magischer Wald an einer Klippe, spielt nachts
15. Twisted House: Magisches Waldhaus, spielt nachts
16. Shard of Wiqqarra: Wüstenruinen auf einem schwebenden Felsen
17. Amara's Fountain: Befestigte Wüstenoase mit Handelsplätzen, spielt abends
18. Flint Falls: Prähistorischer Dschungel an einem Berg mit Wasserfall
19. Grave Gulch: Friedhof in einer Schlucht mit Spinnen, spielt nachts

Darüber hinaus sind 19 spielergenerierte Karten spielbar, welche nach Wettbewerben ins Spiel aufgenommen wurden. Insgesamt verfügt Witch It über 38 optimierte Karten.

### Mehrspieler
Es gibt insgesamt vier offizielle Server in Europa, Amerika, Asien, Australien, die Spielern weltweit Instanzen mit niedrigem Ping bieten. Spielfortschritt kann nur auf solchen offiziellen Servern erreicht werden. Dazu zählt das Sammeln von Erfahrungspunkten und Gegenständen, wobei letztere über Steam mit anderen Spielern getauscht werden können. Außerdem kann praktisch jeder Spieler eigene Server starten und eigene Spielregeln festlegen. An jeder Partie können maximal 16 Spieler gleichzeitig teilnehmen.

## Entwicklung und Veröffentlichung
Die Entwicklung des Spiels unter dem ehemaligen Namen „Witch Hunt“ begann im September 2016 und wurde durch PropHunt (Hide'n'Seek) für Garry's Mod inspiriert. Am 2. Februar 2017 endete die private Alpha-Phase des Tests und am 25. Februar 2017 wurde die Namensänderung zu „Witch It“ vollzogen, um potenziellen Verwechslungen mit anderen gleichnamigen Spielen auf dem Markt vorzubeugen. Auch wenn das Spiel am 22. Oktober 2020 seinen Full-Release feierte, gibt es von Seiten der Entwickler Pläne, das Spiel weiterhin mit Updates zu versorgen. Insgesamt sieben Entwickler wirkten bei der Umsetzung des Spiels im Studio Barrel Roll Games in Eilenstedt mit (Stand Juni 2020):
- Tina Heitmann: Visuelle Konzepte, Bilder/Texturen
- Lukas Köhne: 3d-Modellierung
- Nils Ohlig: Programmierung
- Christoph Rienäcker: 3d-Modellierung
- Bent Nürnberg: Programmierung
- Lisa Sherin Kühn: 3d-Modellierung
- Jasmin Bentler: Programmierung

### Technik
Als Spiel-Engine kommt Unreal Engine 4 zum Einsatz; bei Bedarf wird zur aktuellsten Version gewechselt. Die Entwicklungsarbeiten dauerten eineinhalb Jahre, bevor am 31. Mai 2017 das Spiel erstmals für Microsoft Windows auf der Online-Vertriebsplattform Steam veröffentlicht wurde. Im Februar 2018 gewann das Team den ebenfalls in Hamburg beheimateten Hersteller Daedalic Entertainment als Publisher hinzu. Eine Version für die Xbox One und PlayStation 4 befindet sich in Entwicklung. Die Entwicklung des Spiels dauert an, da bekannte Probleme behoben sowie Inhalte hinzugefügt werden.

## Rezeption
Das Onlinemagazin 4Players beschreibt das Spiel als etwas minimalistisch, aber mit einem leichten Suchtfaktor. Spaß machen dabei die hektischen Verfolgungsjagden, Suchaktionen und das Austricksen von Spielern, was gerade bei Freunden zu lustigen Situation führen kann. Gewünscht wird sich aber noch mehr Umfang und Abwechslung im Spiel, um für mehr Langzeitmotivation zu sorgen. Das Prinzip orientiert sich dabei an Shooter-Modi wie „Prop Hunt“ aus Garry’s Mod. Gelobt wird außerdem die einfache Steuerung, die schön anzusehende Grafik und das dynamische Gameplay.
Das Onlinemagazin Ascendum Gaming lobt das Spiel für die hilfsbereite Spielergemeinschaft und die gute Kommunikation mit den Entwicklern, jedoch wird die Instabilität der Server sowie Instabilität des Spiels wegen der Unreal Engine bemängelt. Insgesamt wurde eine Bewertung von 9.0 abgegeben.
Das Onlinemagazin Bonus Stage bewertet das Spiel als „sehr gut“ und vergibt 8/10 Punkte. Als gelungen wird die Gestaltung der Spielwelt und der Musik empfunden, allerdings wird auf den schwierigen Einstieg für Neulinge hingewiesen.
Das Onlinemagazin dgit erwähnt das eigenartige Verhalten der Requisiten, deren Geometrie und Physik das Vorankommen der Spieler behindern. Zudem fördert das Wackeln der Kamera ein Gefühl der Übelkeit des Betrachters. Dennoch wird Witch It als besser gemachtes Early-Access-Spiel als vergleichbare Titel gesehen.
Das Onlinemagazin KeenGamer schätzt Witch It als das beste Versteckspiel ein trotz fehlender Ausstattung, die man von solch einem Spiel erwartet. Hierfür wird die fehlende Musik als Beispiel angeführt.

### Auszeichnungen
Das Spiel gewann den 14. Deutschen Entwicklerpreis am 6. Dezember 2017 in der Kategorie Most Wanted und zusätzlich den Deutschen Computerspielpreis 2018 am 10. April 2018 in den Kategorien „bestes deutsches Spiel“, „bestes internationales Multiplayer-Spiel“ und „bestes Jugendspiel“'. Dafür gab es ein Preisgeld von 185.000 Euro. Den Preis überreichte der bayerische Ministerpräsident Markus Söder und betonte den Stellenwert der Computerspielindustrie für den Wirtschaftsstandort München. Nominiert war das Spiel außerdem in der Kategorie „Beste Innovation“.

### Spielerzahlen
Das Spiel wurde bis August 2022 über 500.000 Mal verkauft, wobei maximal 4971 zur selben Zeit, am 4. Dezember 2022, spielten.